# Miolabinae
Miolabinae — вимерла підродина ссавців з родини верблюдових (Camelidae). Підродина містить такі роди: Capricamelus, Cuyamacamelus, Miolabis, Nothotylopus, Paramiolabis. Скам'янілості виявлено в Канаді та США — всього 57 колекцій.